# Talki (Wydminy)
Talki [ˈtalki] (deutsch Talken) ist ein Dorf in der polnischen Woiwodschaft Ermland-Masuren und gehört zur Landgemeinde Wydminy (Widminnen) im Powiat Giżycki (Kreis Lötzen).

## Geographische Lage
Talki liegt in der östlichen Mitte der Woiwodschaft Ermland-Masuren, 21 Kilometer südöstlich der Kreisstadt Giżycko (Lötzen).

## Geschichte
Das bis 1945 Talken genannte Dorf wurde im Jahre 1534 gegründet. Mit seinem Ortsteil Rostken (polnisch Rostki) wurde es im Jahre 1874 in den neu errichteten Amtsbezirk Groß Konopken (polnisch Konopki Wielkie) im Regierungsbezirk Gumbinnen (1905 bis 1945: Regierungsbezirk Allenstein) in der preußischen Provinz Ostpreußen eingegliedert. Gleichzeitig wurde es dem Standesamt Groß Konopken zugeordnet. 400 Einwohner zählte das Dorf im Jahre 1910.
Aufgrund der Bestimmungen des Versailler Vertrags stimmte die Bevölkerung im Abstimmungsgebiet Allenstein, zu dem Talken gehörte, am 11. Juli 1920 über die weitere staatliche Zugehörigkeit zu Ostpreußen (und damit zu Deutschland) oder den Anschluss an Polen ab. In Talken stimmten 320 Einwohner für den Verbleib bei Ostpreußen, auf Polen entfiel keine Stimme.
Am 5. September 1929 wurde Talken in den ebenfalls im Kreis Lötzen gelegenen Amtsbezirk Neuhoff (polnisch Zelki) umgegliedert. 1933 belief sich die Einwohnerzahl auf 501 und betrug 1939 noch 447.
In Kriegsfolge kam Talken 1945 mit dem gesamten südlichen Ostpreußen zu Polen und trägt seither die polnische Ortsbezeichnung „Talki“. Das Dorf ist heute Sitz eines auch für Rostki (Rostken) zuständigen Schulzenamtes (polnisch sołectwo) und somit ein Ortsteil der Landgemeinde Wydminy (Widminnen) im Powiat Giżycki (Kreis Lötzen), vor 1998 der Woiwodschaft Suwałki, seither der Woiwodschaft Ermland-Masuren zugehörig.

## Kirche
Bis 1945 war Talken in die evangelische Kirche Milken in der Kirchenprovinz Ostpreußen der Kirche der Altpreußischen Union und in die katholische Kirche St. Bruno Lötzen im Bistum Ermland eingepfarrt. Heute gehört Talki zur evangelischen Kirchengemeinde Wydminy, einer Filialgemeinde der Pfarrei Giżycko in der Diözese Masuren der Evangelisch-Augsburgischen Kirche in Polen bzw. – mit eigener Filialkirche – zur katholischen Pfarrkirche in Zelki (Neuhoff) im Bistum Ełk (Lyck) der Römisch-katholischen Kirche in Polen.

## Verkehr
Talki liegt an einer nicht unbedeutenden Nebenstraße, die die Woiwodschaftsstraße DW 655 bei Wydminy (Widminnen) und die Woiwodschaftsstraße DW 656 bei Ranty (Ranten) mit der polnischen Landesstraße DK 63 (einstige deutsche Reichsstraße 131) bei Konopki Wielkie (Groß Konopken, 1938 bis 1945 Hanffen) verbindet. Außerdem endet eine von Odoje (Odoyen, 1938 bis 1945 Nickelsberg) über Okrągłe (Okrongeln, 1938 bis 1945 Schwansee) kommenden Nebenstraße in Talki.
Eine Bahnanbindung besteht nicht.